# Chiruromys
Chiruromys är ett släkte av däggdjur som ingår i familjen råttdjur.
Arterna blir 8 till 18 cm långa (huvud och bål), har en 13 till 25 cm lång svans och väger mellan 23 och 122 g. Den mjuka och täta pälsen har på ovansidan en brun-, grå- eller rödaktig färg och buken samt extremiteterna är vitaktiga. Kännetecknande är fjällen på svansen. De sticker ut liksom "tänderna" av ett rivjärn.
Medlemmar av släktet Chiruromys förekommer på Nya Guinea samt på mindre öar i närheten. De vistas i skogar i låglandet eller i bergstrakter som kan vara 2300 meter höga. Individerna klättrar i växtligheten och de vilar i trädens håligheter. Honor föder upp till tre ungar per kull.
Annars är levnadssättet samma som i släktet Pogonomys. Enligt IUCN är ingen art från släktet utrotningshotad.
Kladogram enligt Catalogue of Life och Wilson & Reeder (2005):
| Chiruromys | \| \| Chiruromys forbesi \| \| \| \| \| \| Chiruromys lamia \| \| \| \| \| \| Chiruromys vates \| \| \| \| |
|            | \| \| Chiruromys forbesi \| \| \| \| \| \| Chiruromys lamia \| \| \| \| \| \| Chiruromys vates \| \| \| \| |
|            | Chiruromys forbesi                                                                                         |
|            | |
|            | Chiruromys lamia                                                                                           |
|            | |
|            | Chiruromys vates                                                                                           |
|            | |

Arterna är nära släkt med andra råttdjur från den australiska regionen. Släktet listas därför av Wilson & Reeder (2005) i Pogonomys-gruppen inom underfamiljen Murinae.